# Fußball-Verbandspokal 2018/19
Über den Fußball-Verbandspokal 2018/19 wurden 22 Teilnehmer der 21 Landesverbände des DFB am DFB-Pokal 2019/20 ermittelt. Die Sieger der Verbandspokale waren zur Teilnahme an der ersten Runde des DFB-Pokals berechtigt. Die drei Landesverbände mit den meisten Herrenmannschaften im Spielbetrieb – Bayern, Niedersachsen und Westfalen – entsandten zusätzlich einen zweiten Teilnehmer. Somit qualifizieren sich 24 Amateurvereine für den nationalen Pokalwettbewerb, davon 22 über die Verbandspokale. Zweite Mannschaften von Vereinen und Kapitalgesellschaften durften nicht am DFB-Pokal teilnehmen.
In Niedersachsen qualifizierten sich die Sieger beider Pokalwettbewerbe zum DFB-Pokal, in Bayern qualifizierte sich die beste teilnahmeberechtigte Mannschaft der Regionalliga-Saison 2018/19 zusätzlich zum Sieger des Verbandspokals für die erste Hauptrunde des DFB-Pokals, in Westfalen war dies die siegreiche Mannschaft des Qualifikationsspieles zwischen der besten teilnahmeberechtigten Mannschaft der Oberliga Westfalen 2018/19 und der besten teilnahmeberechtigten westfälischen Mannschaft der Regionalliga West 2018/19.
Erreichte ein Verbandspokalsieger einen der ersten vier Plätze der 3. Liga, rückte der unterlegene Finalist nach.
Die Endspiele der Landespokale 2018/19 wurden am Samstag, den 25. Mai 2019, am sogenannten „Finaltag der Amateure“ ausgetragen, taggleich mit dem Finale des DFB-Pokals. Die ARD übertrug alle Finalspiele live in drei aufeinanderfolgenden Konferenzen. Im ersten Übertragungsblock ab 10:30 Uhr fanden die Spiele der Verbände Berlin, Bremen, Hamburg und Mecklenburg-Vorpommern statt. Um 14:15 Uhr folgten die Spiele der Verbände Bayern, Brandenburg, Niedersachsen, Rheinland, Sachsen, Westfalen und Württemberg sowie um 16:15 Uhr die Spiele der Verbände Mittelrhein, Niederrhein, Saarland, Sachsen-Anhalt, Schleswig-Holstein, Südbaden, Südwest und Thüringen. Darüber hinaus gab der Automobilkonzern Volkswagen im Februar 2019 den Abschluss eines Sponsorenvertrages bekannt. Aus dem Werbeetat des Unternehmens erhielt jeder der 21 Landesverbände 35.000 Euro.

## Endspiele
Die Tabelle gibt eine Übersicht über die Verbandspokal-Endspiele der Saison 2018/19. Die Mannschaften, die sich für den DFB-Pokal qualifiziert haben, sind fett dargestellt. Alle Spiele ohne Datumsangabe fanden am sogenannten Finaltag der Amateure am 25. Mai statt.
| Verband                | Pokal                                                                                       | Termin             | Austragungsort | Stadion                         | 1. Finalist                      | Ergebnis                         | 2. Finalist                  |
| ---------------------- | ------------------------------------------------------------------------------------------- | ------------------ | -------------- | ------------------------------- | -------------------------------- | -------------------------------- | ---------------------------- |
| Baden 2                | bfv-Rothaus-Pokal                                                                           | 26. Mai 14:00 Uhr  | Karlsruhe      | Wildparkstadion                 | Karlsruher SC (3L)               | 5:3 (2:2)                        | SV Waldhof Mannheim (RL)     |
| Bayern 1               | Toto-Pokal (2018/19)                                                                        | 14:15 Uhr          | Aschaffenburg  | Stadion am Schönbusch           | Viktoria Aschaffenburg (RL)      | 0:3 (0:1)                        | Würzburger Kickers (3L)      |
| Berlin                 | AOK-Landespokal Berlin                                                                      | 10:30 Uhr          | Berlin         | Friedrich-Ludwig-Jahn-Sportpark | Tennis Borussia Berlin (OL)      | 0:1 (0:0)                        | FC Viktoria 1889 Berlin (RL) |
| Brandenburg            | AOK-Landespokal Brandenburg (2018/19)                                                       | 14:15 Uhr          | Rathenow       | Stadion Vogelgesang             | FSV Optik Rathenow (RL)          | 0:1 (0:0)                        | Energie Cottbus (3L)         |
| Bremen                 | Lotto-Pokal                                                                                 | 10:30 Uhr          | Bremen         | Stadion Obervieland             | FC Oberneuland (OL)              | 1:0 (0:0)                        | Bremer SV (OL)               |
| Hamburg                | ODDSET-Pokal                                                                                | 10:30 Uhr          | Hamburg        | Stadion Hoheluft                | Eintracht Norderstedt (RL)       | 1:2 (1:0)                        | TuS Dassendorf (OL)          |
| Hessen 2               | Krombacher Hessenpokal (2018/19)                                                            | 25. Juni 19:00 Uhr | Wetzlar        | Stadion Wetzlar                 | SV Wehen Wiesbaden (3L)          | 8:1 (4:1)                        | KSV Baunatal (OL)            |
| Mecklenburg-Vorpommern | Lübzer Pils Cup                                                                             | 10:30 Uhr          | Neustrelitz    | Parkstadion                     | Torgelower FC Greif (OL)         | 1:4 (0:2)                        | Hansa Rostock (3L)           |
| Mittelrhein            | Bitburger-Pokal (2018/19)                                                                   | 16:15 Uhr          | Bonn           | Sportpark Nord                  | Alemannia Aachen (RL)            | 3:1 (1:1)                        | SC Fortuna Köln (3L)         |
| Niederrhein            | RevierSport-Niederrheinpokal                                                                | 16:15 Uhr          | Wuppertal      | Stadion am Zoo                  | KFC Uerdingen 05 (3L)            | 2:1 (1:1)                        | Wuppertaler SV (RL)          |
| Niedersachsen 1        | Krombacher Niedersachsenpokal 3. Liga und Regionalliga (2018/19)                            | 22. Mai 19:00 Uhr  | Drochtersen    | Kehdinger Stadion               | SV Drochtersen/Assel (RL)        | 1:0 (0:0)                        | SV Meppen (3L)               |
| Niedersachsen 1        | Krombacher Niedersachsenpokal Amateure (2018/19)                                            | 14:15 Uhr          | Hannover       | Eilenriedestadion               | TuS Bersenbrück (OL)             | 2:3 (0:2)                        | SV Atlas Delmenhorst (OL)    |
| Rheinland              | Bitburger-Rheinlandpokal                                                                    | 14:15 Uhr          | Bad Neuenahr   | Apollinarisstadion              | FSV Salmrohr (VL)                | 2:2 n. V. (2:2, 0:1) (4:3 i. E.) | TuS Koblenz (OL)             |
| Saarland               | Sparkassenpokal Saar (2018/19)                                                              | 16:15 Uhr          | Elversberg     | Ursapharm-Arena                 | SV Elversberg (RL)               | 1:2 (1:2)                        | 1. FC Saarbrücken (RL)       |
| Sachsen                | Wernesgrüner Sachsenpokal (2018/19)                                                         | 14:15 Uhr          | Chemnitz       | Stadion an der Gellertstraße    | Chemnitzer FC (RL)               | 2:0 (1:0)                        | FSV Zwickau (3L)             |
| Sachsen-Anhalt 2       | FSA-Pokal                                                                                   | 16:15 Uhr          | Halberstadt    | Friedensstadion                 | VfB Germania Halberstadt (RL)    | 0:2 (0:0)                        | Hallescher FC (3L)           |
| Schleswig-Holstein     | SHFV-Lotto-Pokal (2018/19)                                                                  | 16:15 Uhr          | Lübeck         | Stadion an der Lohmühle         | VfB Lübeck (RL)                  | 1:0 (0:0)                        | SC Weiche Flensburg 08 (RL)  |
| Südbaden               | SBFV-Rothaus-Pokal                                                                          | 16:15 Uhr          | Pfullendorf    | Geberit-Arena                   | FC 08 Villingen (OL)             | 3:1 (1:1)                        | 1. FC Rielasingen-Arlen (VL) |
| Südwest                | Bitburger Verbandspokal                                                                     | 16:15 Uhr          | Pirmasens      | Sportpark Husterhöhe            | 1. FC Kaiserslautern (3L)        | 2:1 (0:1)                        | Wormatia Worms (RL)          |
| Thüringen              | Köstritzer Pokal                                                                            | 16:15 Uhr          | Erfurt         | Steigerwaldstadion              | FSV Preußen Bad Langensalza (VL) | 0:5 (0:2)                        | Wacker Nordhausen (RL)       |
| Westfalen 1            | Krombacher Westfalenpokal (2018/19)                                                         | 14:15 Uhr          | Rödinghausen   | Häcker-Wiehenstadion            | SV Rödinghausen (RL)             | 2:1 (1:0)                        | SC Wiedenbrück (RL)          |
| Westfalen 1            | Qualifikationsspiel der bestplatzierten Mannschaften Oberliga Westfalen – Regionalliga West | 30. Mai 15:00 Uhr  | Haltern am See | Stauseekampfbahn                | TuS Haltern (OL)                 | 1:3 (0:1)                        | SC Verl (RL)                 |
| Württemberg            | wfv-Verbandspokal                                                                           | 14:15 Uhr          | Stuttgart      | Gazi-Stadion auf der Waldau     | TSV Essingen (VL)                | 0:2 (0:0)                        | SSV Ulm 1846 (RL)            |

| Spielklassenzuordnung der gleichen Saison | Spielklassenzuordnung der gleichen Saison |
| ----------------------------------------- | ----------------------------------------- |
| (3L)                                      | 3. Liga                                   |
| (RL)                                      | Regionalliga (4. Liga)                    |
| (OL)                                      | Oberliga (5. Liga)                        |
| (VL)                                      | Verbandsliga (6. Liga)                    |